# Kofan (Mali)
Kofan è un comune rurale del Mali facente parte del circondario di Sikasso, nella regione omonima.
Il comune è composto da 8 nuclei abitati:
- Djiguenisso
- Dougoupérébougou
- Kafana (centro principale)
- Kankarana
- Kérémena
- Mourasso
- Sinani
- Tapéréla